# Петр Швегла
Петр Швегла (чеськ. Petr Švehla; нар. 1 квітня 1972, Годонін, Південноморавський край) — чеський борець греко-римського стилю, бронзовий призер чемпіонату світу, переможець та бронзовий призер чемпіонатів Європи, учасник двох Олімпійських ігор.

## Життєпис
Боротьбою почав займатися з 1985 року. Протягом 1995—1996 років виступав за збірну Словаччини, проте без особливих успіхів. Найкращі результати показав, виступаючи за чеську збірну. Виступав за спортивний клуб «Олімп» з Праги. З 1998 тренувався під керівництвом Ервіна Варги.

## Спортивні результати на міжнародних змаганнях

### Виступи на Олімпіадах
| Змагання                                   | Збірна | Вагова категорія                 | Місце |
| ------------------------------------------ | ------ | -------------------------------- | ----- |
| Боротьба на літніх Олімпійських іграх 2000 | Чехія  | греко-римська боротьба, до 54 кг | 16    |
| Боротьба на літніх Олімпійських іграх 2004 | Чехія  | греко-римська боротьба, до 55 кг | 19    |

### Виступи на Чемпіонатах світу
| Змагання                        | Збірна     | Вагова категорія                 | Місце  |
| ------------------------------- | ---------- | -------------------------------- | ------ |
| Чемпіонат світу з боротьби 1994 | Чехія      | греко-римська боротьба, до 52 кг | 12     |
| Чемпіонат світу з боротьби 1995 | Словаччина | греко-римська боротьба, до 52 кг | 8      |
| Чемпіонат світу з боротьби 1997 | Чехія      | греко-римська боротьба, до 54 кг | 25     |
| Чемпіонат світу з боротьби 1999 | Чехія      | греко-римська боротьба, до 54 кг | 7      |
| Чемпіонат світу з боротьби 2001 | Чехія      | греко-римська боротьба, до 58 кг | 12     |
| Чемпіонат світу з боротьби 2002 | Чехія      | греко-римська боротьба, до 60 кг | 32     |
| Чемпіонат світу з боротьби 2003 | Чехія      | греко-римська боротьба, до 55 кг | 4      |
| Чемпіонат світу з боротьби 2005 | Чехія      | греко-римська боротьба, до 60 кг | Бронза |
| Чемпіонат світу з боротьби 2006 | Чехія      | греко-римська боротьба, до 60 кг | 24     |
| Чемпіонат світу з боротьби 2007 | Чехія      | греко-римська боротьба, до 60 кг | 32     |

### Виступи на Чемпіонатах Європи
| Змагання                         | Збірна     | Вагова категорія                 | Місце  |
| -------------------------------- | ---------- | -------------------------------- | ------ |
| Чемпіонат Європи з боротьби 1994 | Чехія      | греко-римська боротьба, до 52 кг | 19     |
| Чемпіонат Європи з боротьби 1995 | Словаччина | греко-римська боротьба, до 52 кг | 11     |
| Чемпіонат Європи з боротьби 1996 | Словаччина | греко-римська боротьба, до 52 кг | 11     |
| Чемпіонат Європи з боротьби 1997 | Чехія      | греко-римська боротьба, до 54 кг | 17     |
| Чемпіонат Європи з боротьби 1998 | Чехія      | греко-римська боротьба, до 54 кг | 14     |
| Чемпіонат Європи з боротьби 1999 | Чехія      | греко-римська боротьба, до 54 кг | 8      |
| Чемпіонат Європи з боротьби 2000 | Чехія      | греко-римська боротьба, до 58 кг | 13     |
| Чемпіонат Європи з боротьби 2001 | Чехія      | греко-римська боротьба, до 58 кг | Золото |
| Чемпіонат Європи з боротьби 2002 | Чехія      | греко-римська боротьба, до 60 кг | 26     |
| Чемпіонат Європи з боротьби 2003 | Чехія      | греко-римська боротьба, до 55 кг | 16     |
| Чемпіонат Європи з боротьби 2004 | Чехія      | греко-римська боротьба, до 55 кг | Бронза |
| Чемпіонат Європи з боротьби 2005 | Чехія      | греко-римська боротьба, до 60 кг | 5      |
| Чемпіонат Європи з боротьби 2006 | Чехія      | греко-римська боротьба, до 60 кг | 7      |
| Чемпіонат Європи з боротьби 2007 | Чехія      | греко-римська боротьба, до 60 кг | 18     |
| Чемпіонат Європи з боротьби 2008 | Чехія      | греко-римська боротьба, до 60 кг | 26     |
| Чемпіонат Європи з боротьби 2009 | Чехія      | греко-римська боротьба, до 60 кг | 15     |

### Виступи на інших змаганнях
| Змагання                                                         | Збірна     | Вагова категорія                 | Місце  |
| ---------------------------------------------------------------- | ---------- | -------------------------------- | ------ |
| Всесвітні ігри військовослужбовців 1995                          | Словаччина | греко-римська боротьба, до 52 кг | 4      |
| Тестовий турнір FILA 1998                                        | Чехія      | греко-римська боротьба, до 54 кг | Бронза |
| Гран-прі Німеччини з боротьби 1998                               | Чехія      | греко-римська боротьба, до 54 кг | 5      |
| Гран-прі Німеччини з боротьби 2003                               | Чехія      | греко-римська боротьба, до 55 кг | 4      |
| Гран-прі Німеччини з боротьби 2007                               | Чехія      | греко-римська боротьба, до 66 кг | 13     |
| Олімпійський кваліфікаційний турнір з боротьби 2008 (Роме-Остія) | Чехія      | греко-римська боротьба, до 60 кг | 9      |
| Олімпійський кваліфікаційний турнір з боротьби 2008 (Новий Сад)  | Чехія      | греко-римська боротьба, до 60 кг | 19     |

### Виступи на змаганнях молодших вікових груп
| Змагання                                      | Збірна | Вагова категорія                 | Місце |
| --------------------------------------------- | ------ | -------------------------------- | ----- |
| Чемпіонат Європи з боротьби серед молоді 1992 | Чехія  | греко-римська боротьба, до 48 кг | 6     |